# Schloss Auhof (Linz)

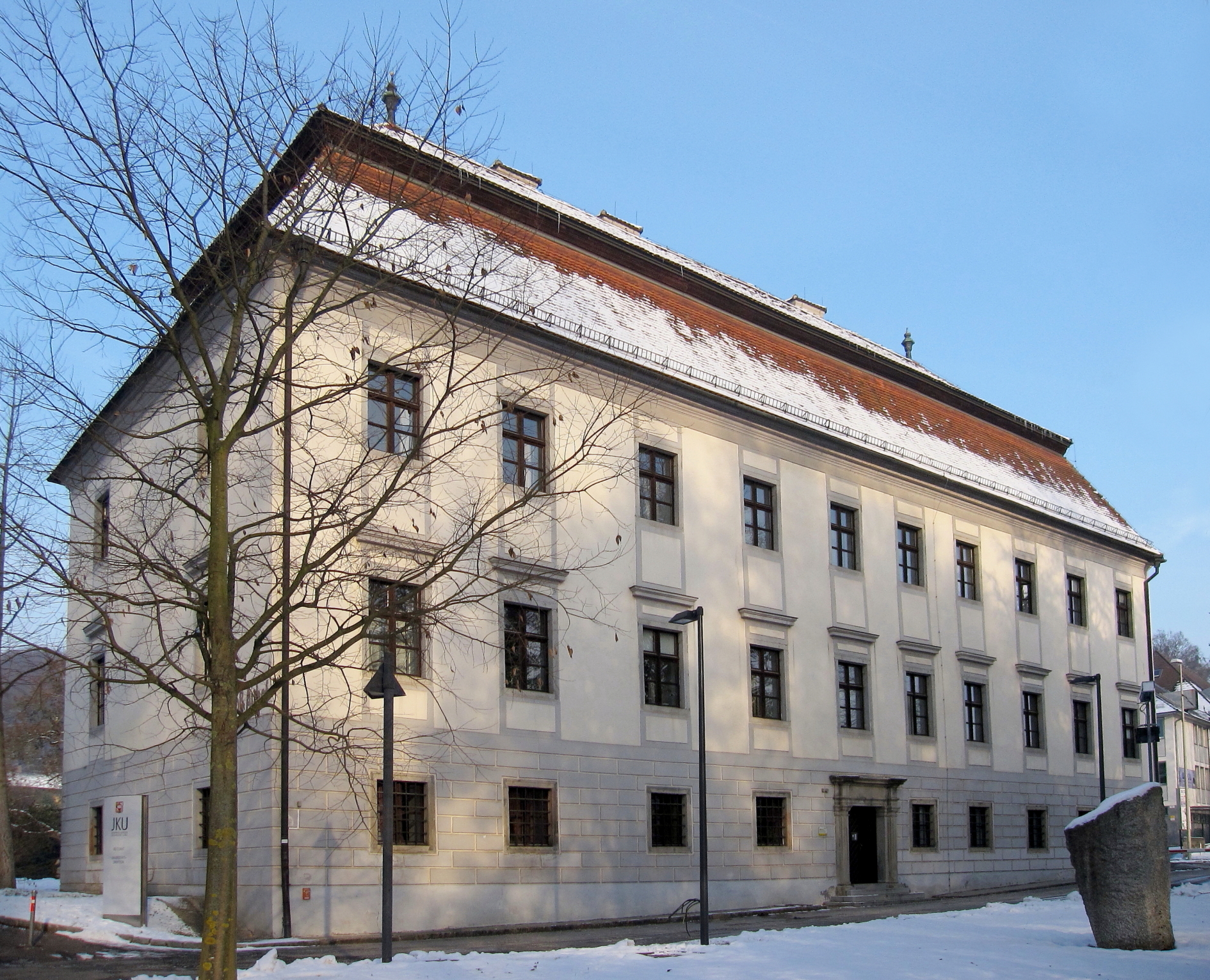
Schloss Auhof heute (Südfront)

Das Schloss Auhof in der österreichischen Stadt Linz ist ein aus dem 16. Jahrhundert stammendes Schloss im statistischen Bezirk Dornach-Auhof. Eine erste Erwähnung fand Auhof im Jahr 1350. Das Anwesen diente unter anderem landwirtschaftlichen Zwecken und war Ort einer Brauerei. Besitzer waren von 1689 bis 1961 Angehörige des alteingesessenen Adelsgeschlechtes der Starhemberger.
Heute ist es Eigentum der Republik Österreich und dient als Verwaltungsgebäude der Linzer Johannes-Kepler-Universität. Dieses Schloss ist der einzige noch in Teilen erhaltene adelige Landsitz im Stadtgebiet von Linz.
Seit 2012 steht das Gebäude aus dem Frühbarock unter Denkmalschutz.

## Name
Im 14. Jahrhundert wurde das Schloss häufig Au genannt und späterhin war bis ins 18. Jahrhundert daneben auch Auhof gängig. Seit der zweiten Hälfte des 18. Jahrhunderts wird die Anlage nur noch als Auhof bezeichnet. Der Name verweist somit auf einen Hof im Sinne eines (herrschaftlichen) Gehöfts, das sich bei einer Flussniederung oder einem anderen ähnlichen Feuchtgebiet befindet oder zumindest zu seiner Entstehungszeit befunden hat.

## Geschichte
Zum ersten Mal erwähnt wurde das Schloss Auhof in einer Urkunde vom 15. August 1350.
Anfänglich handelte es sich bei dem Anwesen um einen Bauern- oder Gutshof.
Die Erhebung zum adeligen Sitz („gesazz“) erfolgte zwischen 1350 und 1386. Zu dieser Zeit verlieh Jans von Capell, Herr auf Steyregg, seinem Diener Chunrad von Aw, einem aus dem Geschlecht der Pergheimer stammenden Landrichter im Machland, den Sitz zu Au als Erblehen. Dieser gab ihn an Chunrad den Walich weiter, einem Landrichter in Österreich ob der Enns, der wiederum 1386 „dacz gesazz zw Aw“ an den Hauptmann ob der Enns Reinprecht II. von Walsee übergab. Der Besitz wurde aber wieder eingelöst, vermutlich unter Reicher dem Walch.
Auf dem Erbweg kam der Ansitz an die Tochter von Reicher dem Walch, Agnes, die mit Simon Volkra zu Dornach verheiratet war und dem sie den Auhof als Heiratsgut zubrachte. Steffan der Volkra verkaufte 1502 den Besitz an seinen Verwandten Georg Walch von Prandegg.
Den Aumaiern war das Anwesen im 16. Jh. vererbrechtet worden, jedoch kaufte Christoph von Walch 1540 das Erbrecht von den Aumaiern zurück. Danach wurde der Auhof treuhänderisch von Leo von Hohenegg von Hagenberg verwaltet; dieser war der Vormund des unter Kuratel gestellten Christoph Walch.
Bei den Walchen verblieb der Sitz bis zu deren Aussterben 1575.

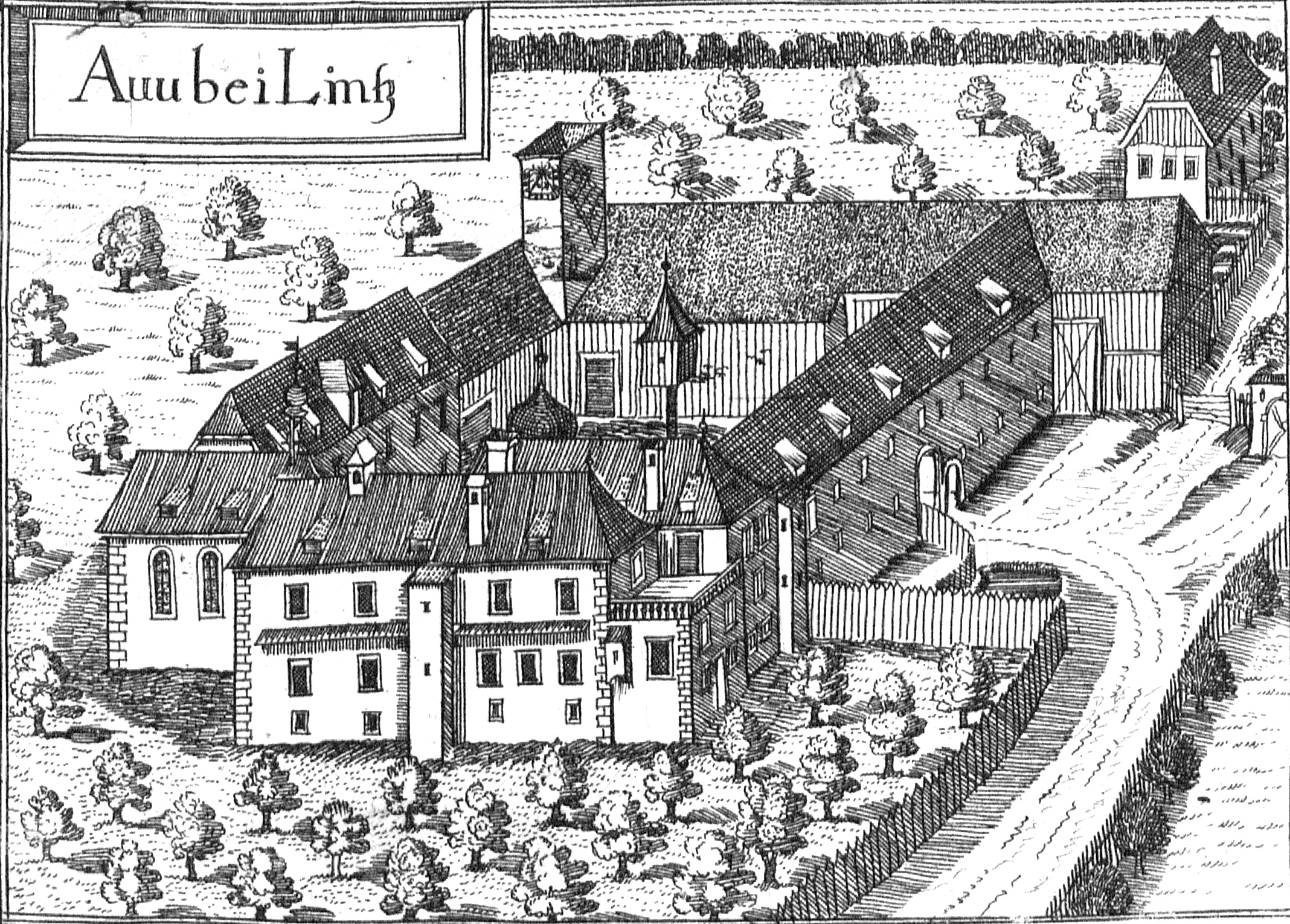
Schloss Auhof bei Linz nach einem Stich von Georg Matthäus Vischer von 1674. Zu sehen ist auch die an das Schloss angebundene, barocke Schlosskirche und eine Sonnenuhr auf dem Turm in der Nordwest-Ecke des Vierkanters.

Ende des 16. Jahrhunderts scheint der Auhof als Liechtensteinisches Lehen auf. 1575 wurde Jörg von Hoheneck mit den Walchschen Gütern belehnt. Josef Stangl (Stängl) zu Waldenfels erwarb 1589 den Sitz; dessen Sohn Jakob veräußerte ihn 1628 an Konstantin Grundemann von Falkenberg, der ihn 1639 an Mathias Kronpichler weiterverkaufte.
Zu der Zeit der Grundemanns kann das Schloss samt Besitztümern wie folgt beschrieben werden:
Der Meierhof besaß drei sehr ertragreiche Felder mit einer Größe von mehr als 30 Tagewerk, wobei ein Drittel Zehent zur Herrschaft Riedegg und zwei Drittel zur Herrschaft Steyregg gehörten. Weitere Besitztümer des Meierhofes waren 18 Tagewerk Holzgründe und zahlreiche Obstbäume. Der Hof hatte auch eine Ziegelstatt als Ofen sowie Stadeln und Lehmgruben. Zu dieser Zeit wurde auf dem Landgut Auhof auch eine jährliche Jagd auf Niederwild (Reißjagd) abgehalten.
Um 1660 kaufte Graf Christoff Ernst von Schallenberg den Auhof. Die Schallenberger betrieben hier einen großen Meierhof und seit dem Ende des 16. Jahrhunderts auch eine kleine Brauerei. Sein Sohn Christoff Dietmar verkaufte 1689 das „Schlosz und Landgut Au im Wildberger Landgericht“ an Reichsgraf Gundacker von Starhemberg. Dieser Verkauf am 2. Jänner 1689 fand aufgrund von Schulden statt. Das Schloss blieb bis 1961 im Besitz der Starhemberger, mit einer Zwangsunterbrechung von 1938 bis 1952.
Während der Franzosenkriege im Mai/Juni 1809 fanden auf dem Schlossareal Gefechte zwischen Österreichern und Württembergern/Sachsen unter Vandamme und Bernadotte statt. Dabei wurde die Einrichtung des Schlosses durch das dort einquartierte Militär stark beschädigt. Nach Aufhebung der Grundherrschaft 1848 verlor der Auhof an Bedeutung und verfiel (wie auch die im damaligen Besitz der Starhemberger sich befindlichen Freisitze Schloss Hagen und Schloss Auberg); der Meierhof (der heutige Gasthof „Auhof“) und das Brauhaus waren verpachtet.

Schloss Auhof
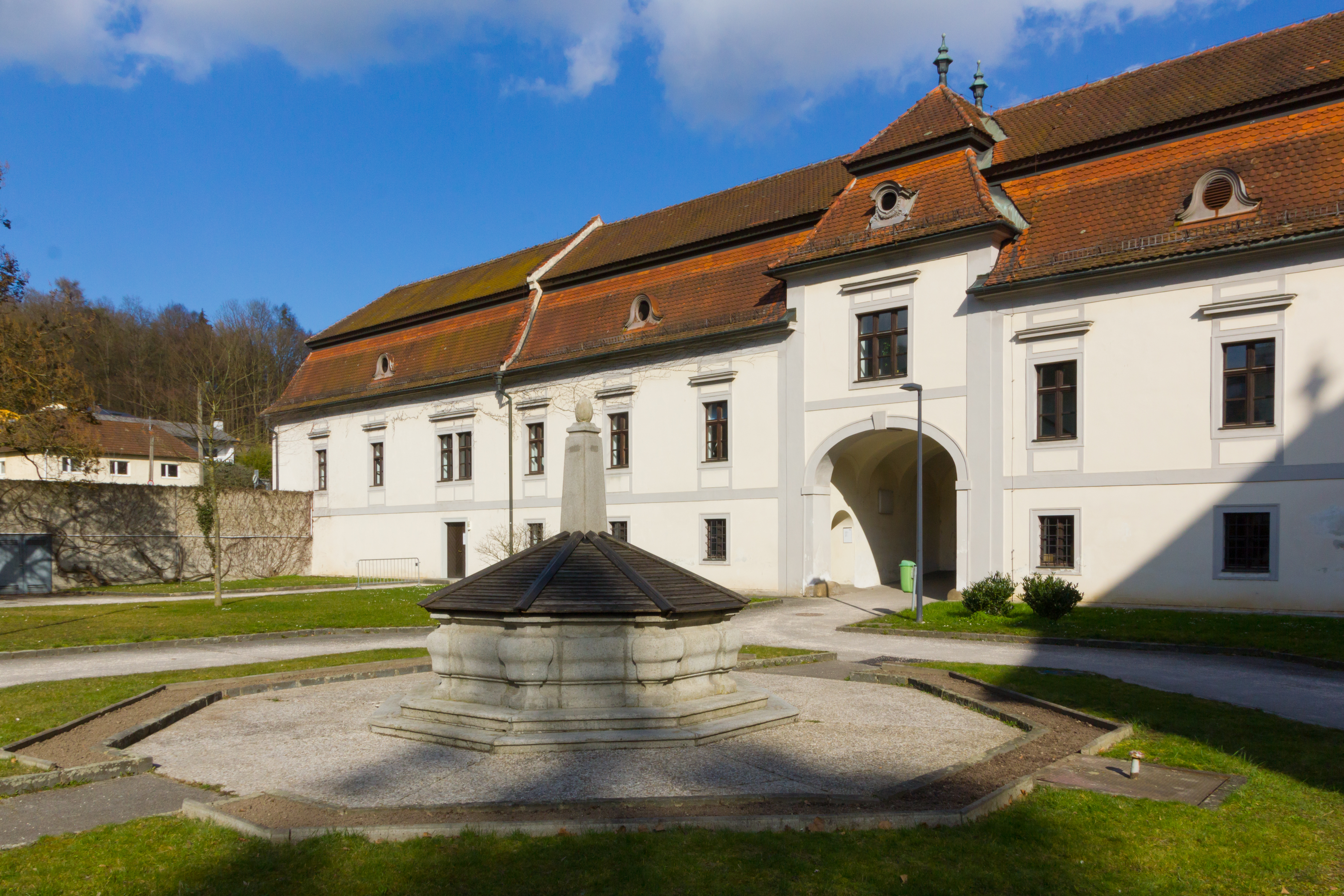
Osttrakt mit vorgelagertem Brunnen
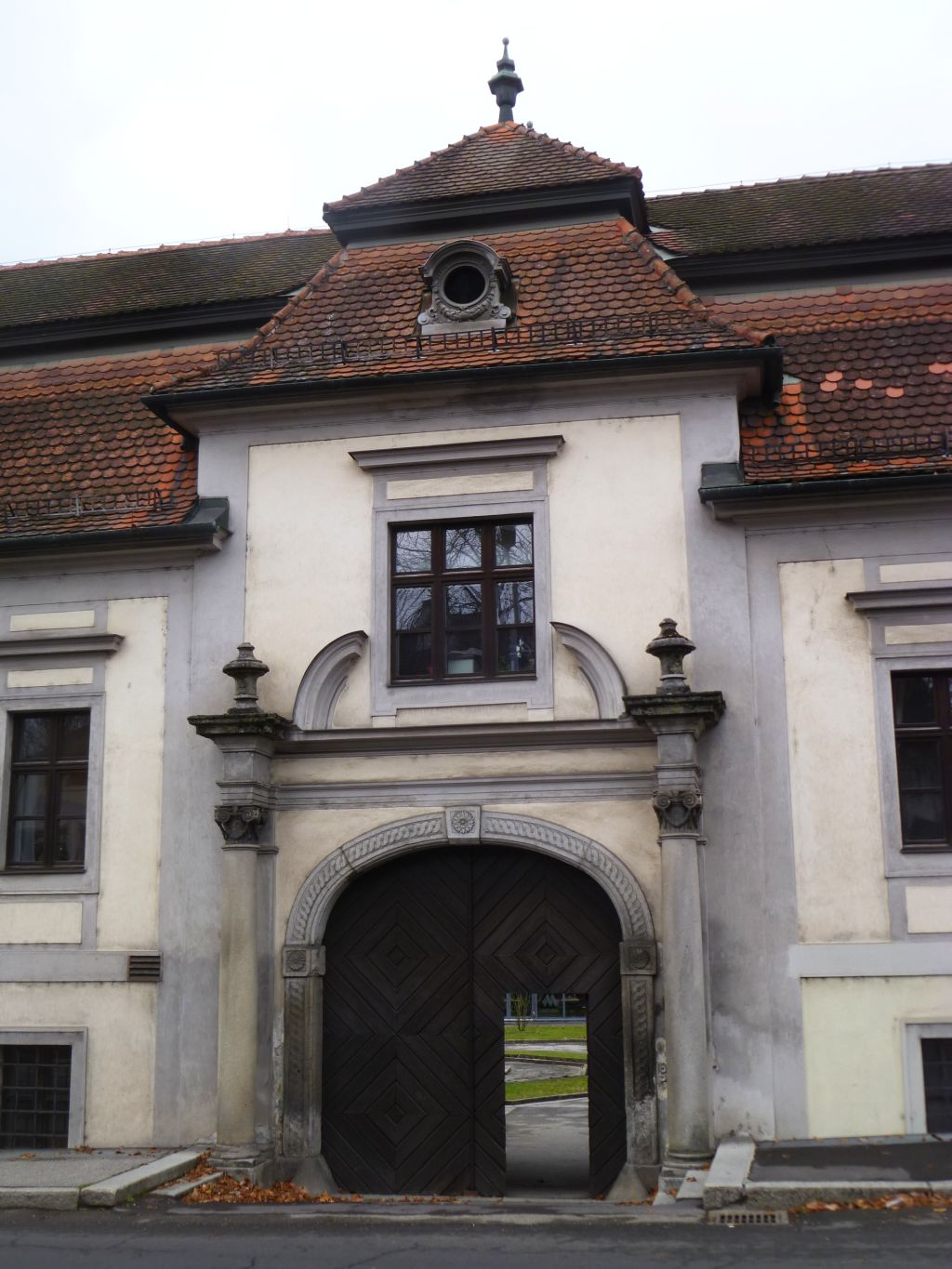
Torturm im Osttrakt von der Straßenseite
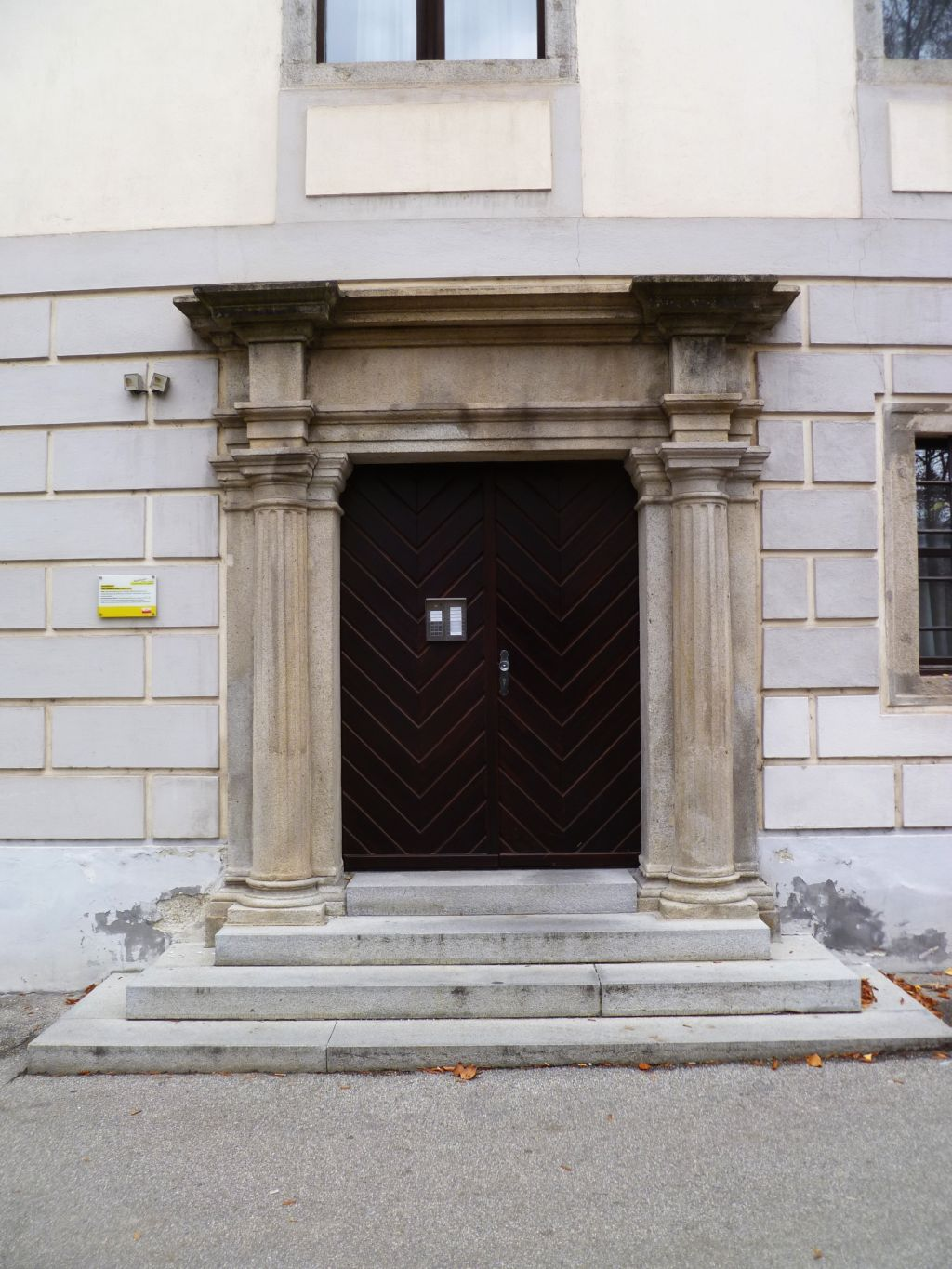
Eingangsportal Südtrakt
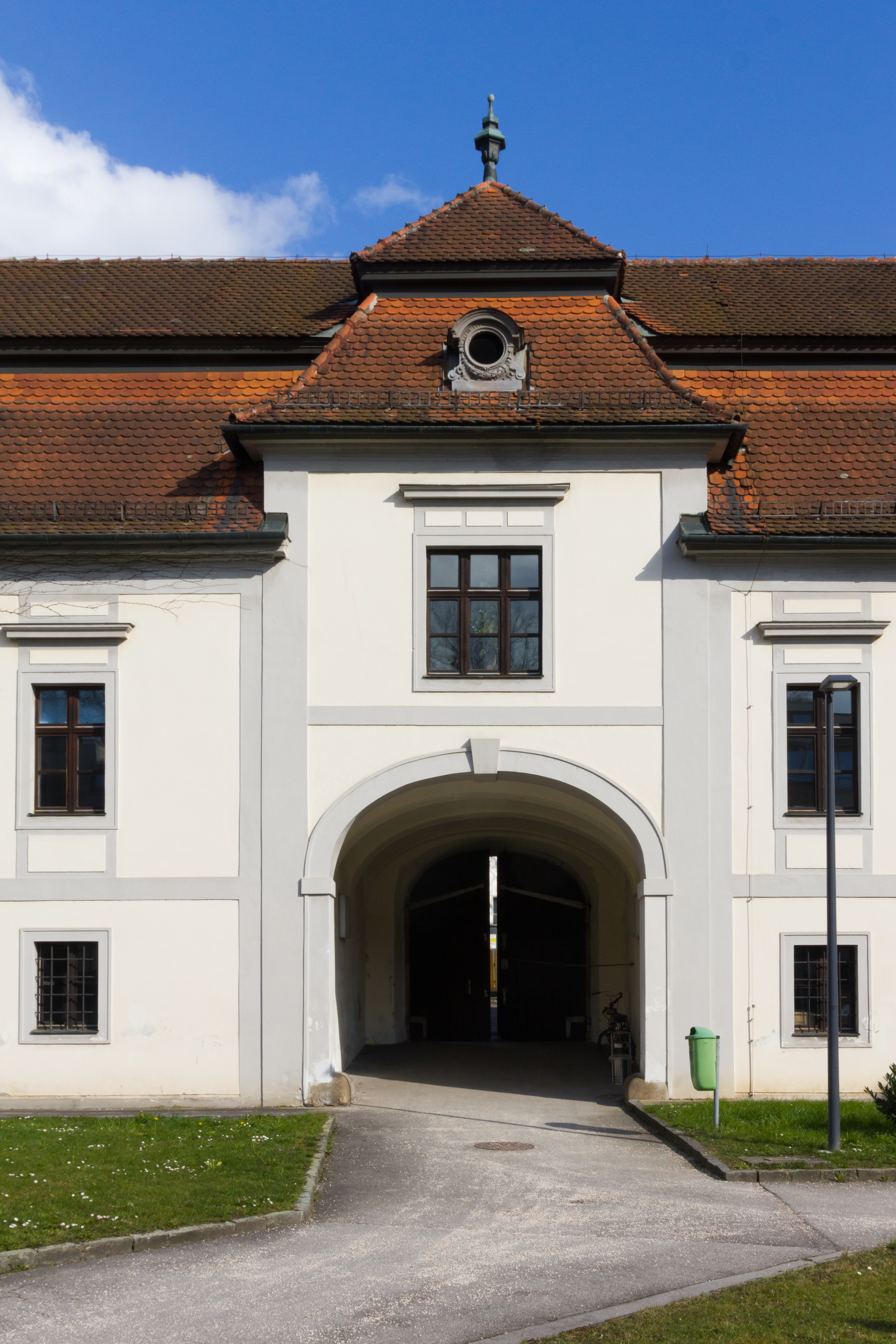
Osttrakt Eingangsturm vom Innenhof

Am Anfang des Ersten Weltkrieges stellte Ernst Rüdiger Fürst von Starhemberg, Abgeordneter der Wählerliste des oberösterreichischen Großgrundbesitzes, einige Räume des Schlosses zur Pflege verwundeter und kranker Soldaten zur Verfügung.
Nach dem Zweiten Weltkrieg diente das Schlossgebäude den russischen Besatzungstruppen von 1945 bis 1955 als Unterkunft, die schwere Schäden anrichteten. Das Schloss wurde auch für die russische Militärverwaltung verwendet. Die umliegenden Kasernen nutzten die Besatzer als Wohnmöglichkeit. Seit 1960 stehen diese als Mietwohnungen zur Verfügung. 1961 verkaufte Heinrich Rüdiger Starhemberg das Schloss mit dem umliegenden Park (110.000 m²) für 8,6 Millionen Schilling (rund 625.000 Euro) an die Stadt Linz, welche das Areal und das Schloss der Johannes-Kepler-Universität zur Verfügung stellte.
Heute befinden sich im Schloss die Universitätsverwaltung und das Rektorat. Mit den großen Parkanlagen und dem rechteckigen Schlossteich ist das Schloss heute das Wahrzeichen der Universität und Ziel für Spaziergänger. Eigentümer des Schlosses ist die Republik Österreich (Linzer Hochschulfonds).

## Architektur

### Bauform
Früher bildeten Ansitz und Meierhof einen geschlossenen Vierkanthof um einen großen rechteckigen Innenhof. Im 17. Jahrhundert wurde der Freisitz Auhof schlossähnlich ausgebaut. Heute ist das Schloss ein hakenförmiger Bau mit unterschiedlicher Geschoßhöhe. Die hinter dem Schloss gelegenen Wirtschaftsgebäude wurden abgebrochen, erhalten blieben nur das Herrenhaus und der früher wirtschaftlichen Zwecken dienende Osttrakt.

Plan Schloss Auhof Linz links ehemalige Gesamtanlage nach franziszeischem Kataster von 1826, rechts heutiger Bestand
A heutiger Bestand
1 Teil des ehem. Hauptgebäudes
2 ehem. Wirtschaftstrakt
3 Brunnen

Das heutige Schlossgebäude stammt aus dem 16. Jahrhundert, Fassaden und Mansarddach aus dem 18. Jahrhundert. Der nach Süden weisende Haupttrakt besitzt drei Geschoße, ein Mansarddach und ein einfaches Granitportal von 1630. Der angebaute Flügel ist zweigeschoßig mit einem turmartig gestalteten, barocken Eingangstor (1689). Das straßenseitig betonte Einfahrtsportal am Torturm stammt aus der Zeit zwischen 1775 und 1800: ein Korbbogenportal mit klassizistischer Zopf- und Rosettenornamentik, flankiert von Vollsäulen mit klassizistischen Kapitellen, darüber ein deutlich verkröpftes Gebälk, seitlich klassizistische Vasen tragend. Das Quadratfenster wird von einem gebrochenen Rundbogen umfasst (1905).
Die vier in den 1960er Jahren erneuerten Fassaden sind im Prinzip gleich gestaltet. Die Fensteraufteilung folgt strengen, jedoch nicht ganz regelmäßig gesetzten Achsen. Durch das rustizierende Sockelgeschoß werden die Obergeschoße betont. Die Fenster im ersten Obergeschoß sind durch ein profiliertes Abschlussgesims hervorgehoben, die Fenster im zweiten Obergeschoß sind hochrechteckig. Die Fenster des „piano nobile“ besitzen eine gerade Verdachung. An der Ostfassade sind die Fenster im rechten Teil als Doppelfenster ausgebildet. Der vierzehnachsige Osttrakt ist vermutlich aus dem ehemaligen Meierhof hervorgegangen. Der Torbau ist etwas aus der Mitte gerückt. Dieser Flügel ist mit kleinen, runden, neobarocken Blechgaupen ausgestattet.

### Raumaufteilung
Alle drei Geschoße des Gebäudes besitzen die gleiche Raumaufteilung, mit Ausnahme des Eingangsraums hinter dem Südportal. Auf dem Vischer-Stich sieht man auch die Zweiteilung der Längsachse. Das älteste Gewölbe, eine Stichkappentonne mit gekreuzten Gratenden aus dem Jahr 1560/70, befindet sich im nordöstlichen Erdgeschoßraum. Das Tonnengewölbe im Erdgeschoß des Südteils stammt wahrscheinlich aus dem späten 16. Jahrhundert bis ersten Drittel des 17. Jahrhunderts; möglicherweise wurden die Stichkappen mit ihren geknickten Anläufen Ende des 17. Jahrhunderts verändert. Die Stichkappentonnen mit gekreuzten, an den Anläufen geknickten Stichkappen der anderen beiden nördlich liegenden Räume stammen aus dem Jahr 1689. Die Ecke für den begehbaren Brunnenschacht im Nordwestraum ist wahrscheinlich ebenfalls 1689 zugebaut worden (heute Abgang zum Heizungskeller).
Die Mauern des Südteils weisen an der Basis eine Dicke von 110 bis 115 cm auf und werden nach oben schmäler.
Auch im Obergeschoß findet man Stichkappentonnen mit Kreuzgratkompartimenten (Ende 16. Jh./1. Hälfte 17. Jh.). In den übrigen Räumen und im gesamten dritten Stockwerk befinden sich leicht gekehlte Flachdecken. Im Inneren gibt es darüber hinaus zahlreiche Prunkportale.
Die Raumaufteilung im Inneren des Schlosses, besonders der südliche Bereich, der auf den Meierhof des 17. Jahrhunderts zurückgeht, wurde 1960 stark erneuert. Im nördlichen Teil ist die Aufteilung von 1905 in Ställe mit Traversengewölben und darüberliegenden Wohnungen noch teilweise erhalten.
Die tiefgreifende Umgestaltung 1961 erfolgte, um den Bedürfnissen der Johannes-Kepler-Universität Rechnung zu tragen.

## Schlosspark Auhof
Der Schlosspark besteht aus zwei Parkteilen und beinhaltet einen 11.500 m² großen Teich mit Insel. Zur Zeit der Starhemberger gab es auch eine Orangerie, Obstspaliere und es wuchsen exotische Früchte wie Melonen und Ananas. Weiters standen im Park und im Brunnenhof über 150 Kübelpflanzen, deren Einwinterung Probleme bereitete. Als Besonderheiten sind auch „Türkischer Weizen, Tartuffel (Kartoffeln) und Tabak“ zu nennen.
Die 1730 erwähnte Orangerie und die 1743 belegte Eremitage am Ende des Gartens wurden von Gundemar Graf Starhemberg erbaut, sind aber nicht mehr vorhanden.
Um den Teich mit der Insel waren sieben Parzellen im Umfang von sechseindrittel Hektar als „Englischer Garten“ angelegt. In Gewächshäusern und Gartenbeeten gab es Pflanzen aus fremden Ländern, sodass diese Anlage 1812 als sehenswert beschrieben wurde und in Folge viele Besucher anlockte. Auf Grund des großen Andranges wurde vieles zerstört, weshalb 1824 der Zutritt nur mehr für Honoratioren mit Einlasskarten gestattet war.
Im Zuge einer weiteren Neugestaltung des Parks im Jahr 1832 wurden noch mehr exotische Pflanzen und Blumen gepflanzt. Der Garten wandelte sich zum Biedermeier-Garten mit vielen Blumen und elf verschiedenen seltenen Rosensorten (Moosrosen, Teerosen, Remontantrosen, Bourbon- und Noisetterosen etc.).
Den Ersten Weltkrieg überstand der Park ohne große Schäden, und man konnte sogar noch eine selten blühende Agave bewundern, deren Alter auf 120 Jahre geschätzt wurde.
Mitte der 1920er Jahre verfiel der Park immer mehr und auch der Teich wurde nicht mehr gepflegt. Der Park wurde zu Ende des Zweiten Weltkrieges als Übungsgelände für Kampftruppen genutzt.
Erst als das Schloss samt Park 1961 an die Stadt Linz zum Bau der Universität verkauft wurde, kam auch dem Park und dem Teich wieder Pflege zu.
Teile des Schlossparkes können als erster Botanischer Garten von Linz bezeichnet werden. Der Park verfügt über einen beeindruckenden Gehölzbestand (Platane, Blutbuche, Geschlitztblättrige Rotbuche, Kanadische Hemlocktannen u. a. m.).
Außerdem gibt es vier Platanen, die das Amt der Oberösterreichischen Landesregierung im Februar 1994 unter Naturschutz stellte.
Weiters steht im Park ein Mammutbaum, der seit 1975 mit Bescheid des Magistrates Linz unter der Nummer 72 als Naturdenkmal anerkannt ist.

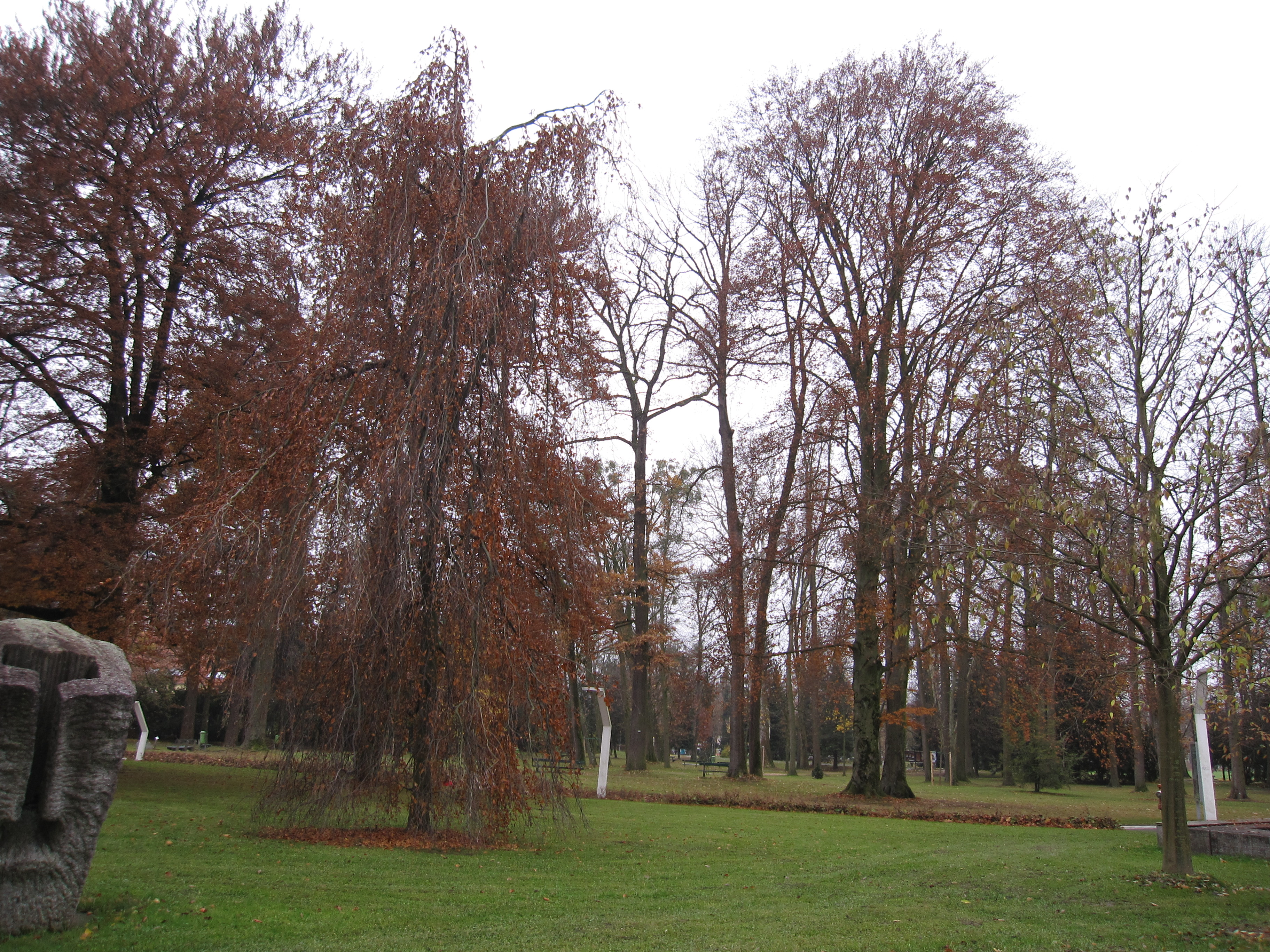
Schlosspark Auhof
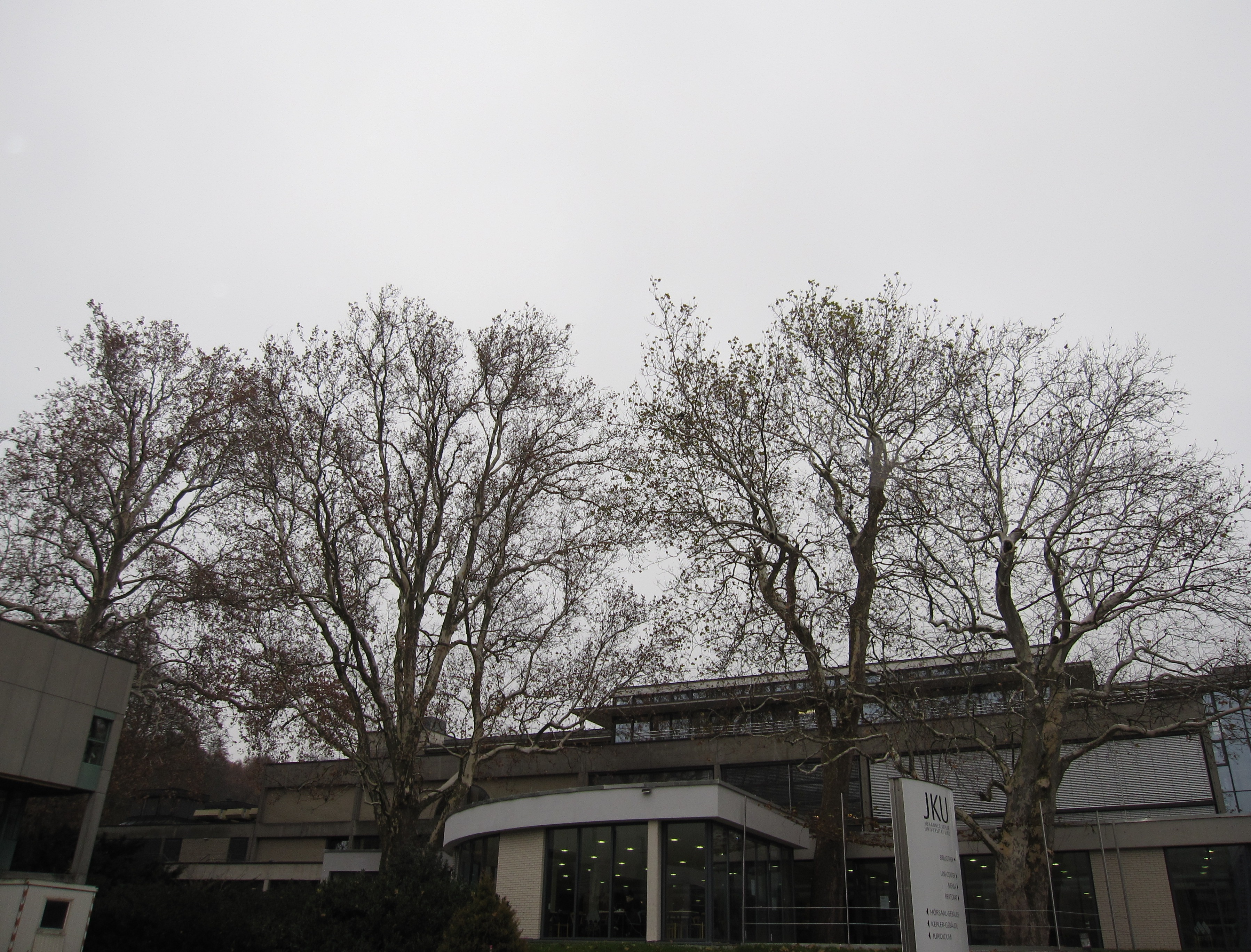
Naturgeschützte Platanen
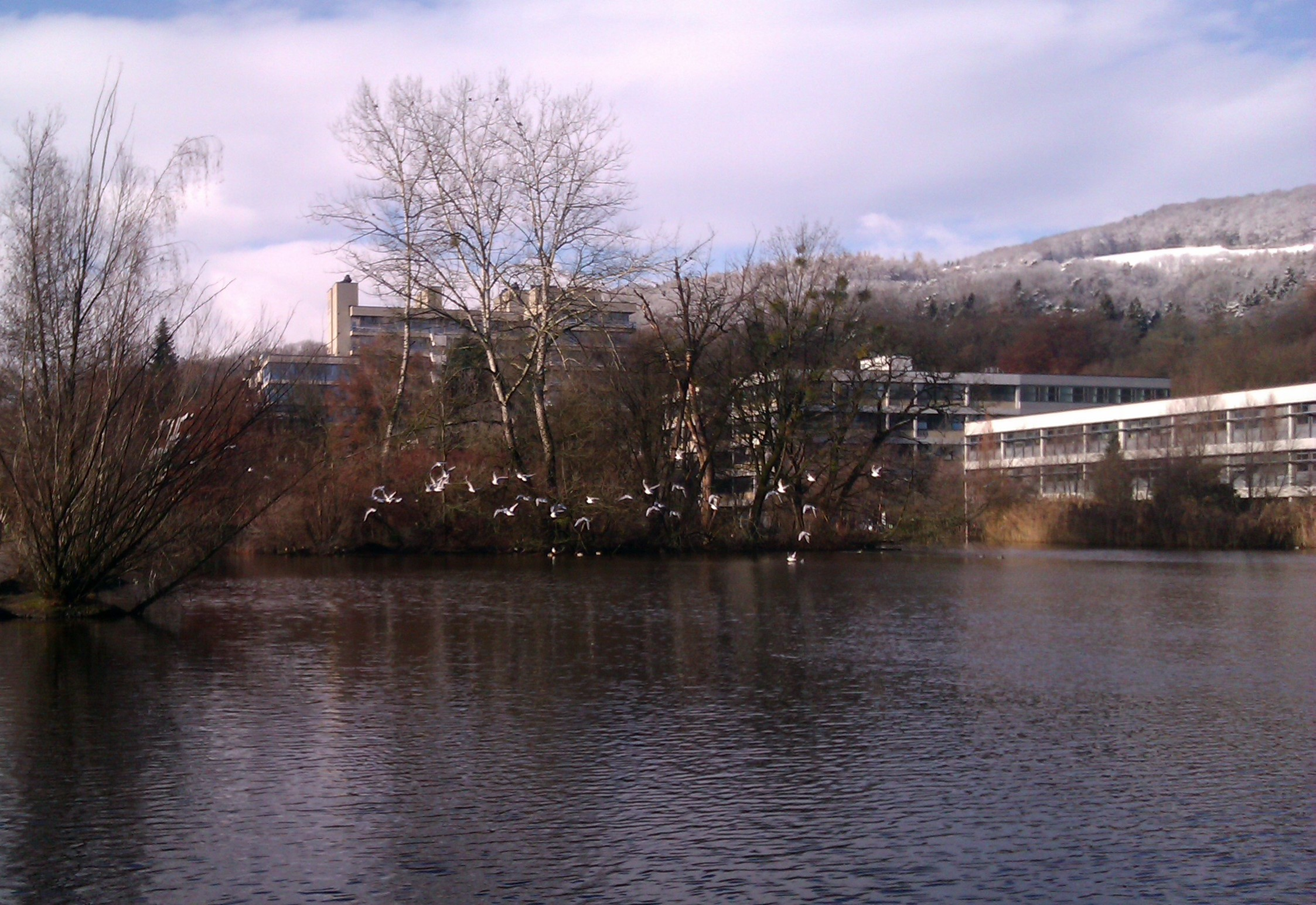
Teich mit Insel
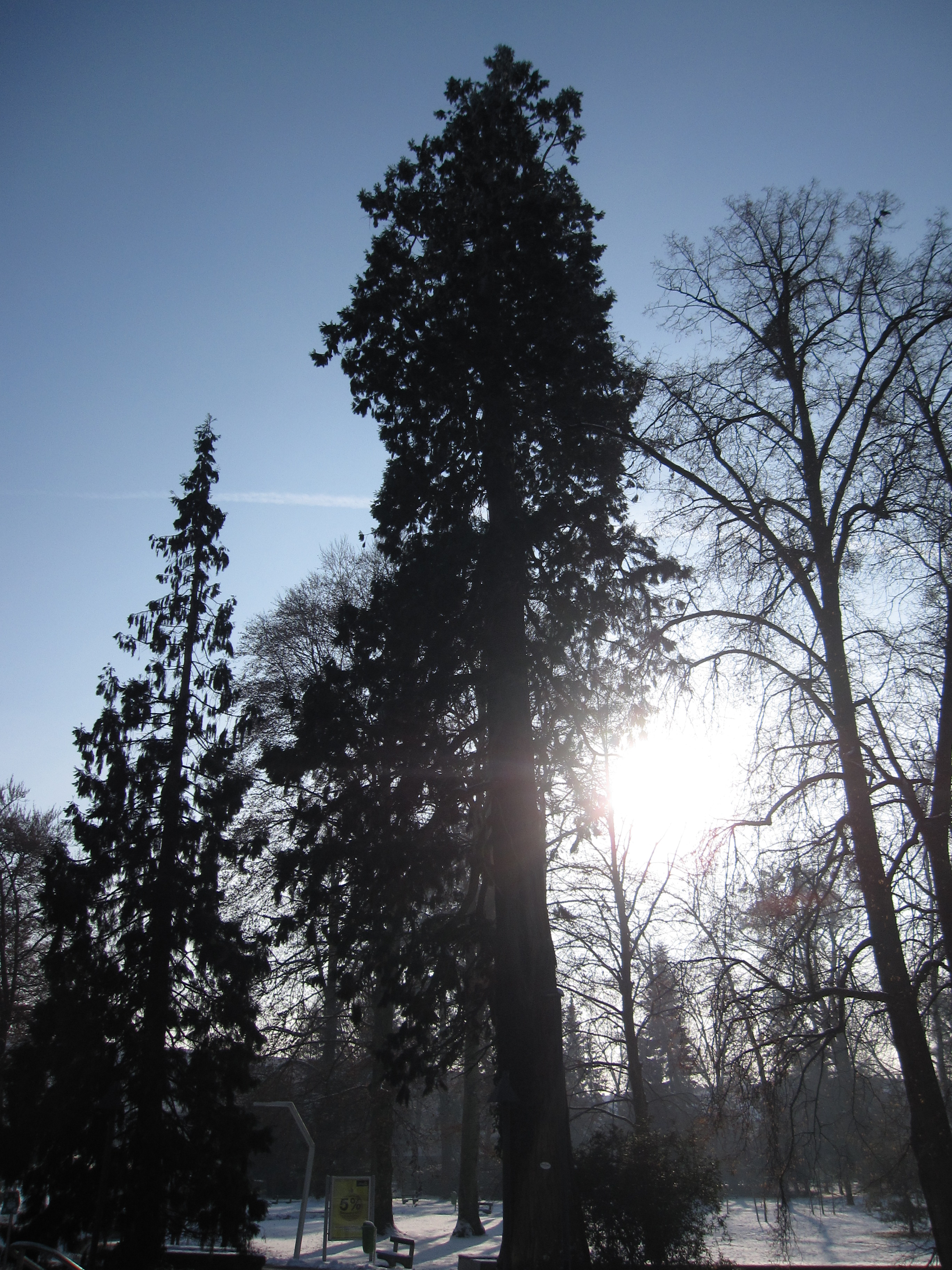
Naturgeschützter Mammutbaum

### Skulpturen im Schlosspark
Im Park befinden sich seit den 1990er Jahren zahlreiche Skulpturen von verschiedenen Künstlern und Künstlerinnen.
„Spirit of Linz“ wurde von Helmuth Gsöllpointner kreiert und ist eine Dauerleihgabe des Museums Nordico in Linz. Hergestellt wurde diese Skulptur von der Voestalpine. Ursprünglich handelte es sich um ein Auftragswerk des deutschen Sportartikelherstellers Puma und sollte einen jagenden Puma darstellen. Im Jahr 1993 kaufte die Stadt Linz dieses Objekt, und als Zeichen der Verbindung von Wissenschaft, Technik und Kunst auf der Johannes-Kepler-Universität wurde es an der Ecke des Teiches zum Managementzentrum aufgestellt.
Werke, die von dem Künstler Alfred Hager stammen und von seinen Eltern nach dessen Tod im Jahre 1995 als Leihgabe zur Verfügung gestellt wurden:
- „Granatamphibolit ohne Titel“ ist 160 cm lang. Seine Entstehungszeit ist unbekannt.[29]
- „Granitskulptur Wächter“ ist 2,1 m hoch. Entstehungszeit unbekannt. 1998 wurde diese Skulptur gegenüber dem Schlosseingang aufgestellt.[30]
- „Marmorskulptur ohne Titel“ ist 1,1 Meter hoch. Entstehungszeit unbekannt. 1998 wurde sie am Forumplatz errichtet.[31]
- „Steinskulptur ohne Titel“ eine 2,2 Meter hohe Granitskulptur. Entstehungszeit unbekannt. Platziert 1998 am Forumplatz.[32]

Weitere Skulpturen im Park:
- „Lichttor / Kepler-Tor:“
Diese 3 Meter hohe Skulptur aus schwedischem Granit stammt von Hiromi Akiyama und ist 1970 beim Bildhauersymposium in Mauthausen entstanden. 1971 wurde sie vom Land Oberösterreich der Hochschule Linz geschenkt und steht nun links neben der Mensa.[33]
- Metallobjekt „Gigant“:
Ein sechs Meter hohes Eisenobjekt von Makoto Miura; die 1991 geschaffene Leihgabe befand sich seit 1993 auf der Teichwiese.[34] Nach einer Verlegung ist der neue Standort der Skulptur auf einer Wiese nördlich des Juridicum.
- Metallobjekt „Turm“:
Ein 3,5 Meter hohes Stahlobjekt von Josef Baier; Entstehung 1992 und 1993; als Leihgabe am Forumplatz aufgestellt.[35]
- „Stein-Skulptur:“
Die Stein-Skulptur, elf behauene Granitblöcke, die zu einer Mauer angeordnet sind, stammt von Gabriele Berger; als Leihgabe 1993 am Campus platziert.[36]
- „Telefon:“
Granitskulptur in Form eines Telefons, geschaffen von Gottfried Höllwarth 1972; als Leihgabe des Oberösterreichischen Landesmuseums 1992 auf der linken Alleezufahrt im Schlosspark aufgestellt.[37]

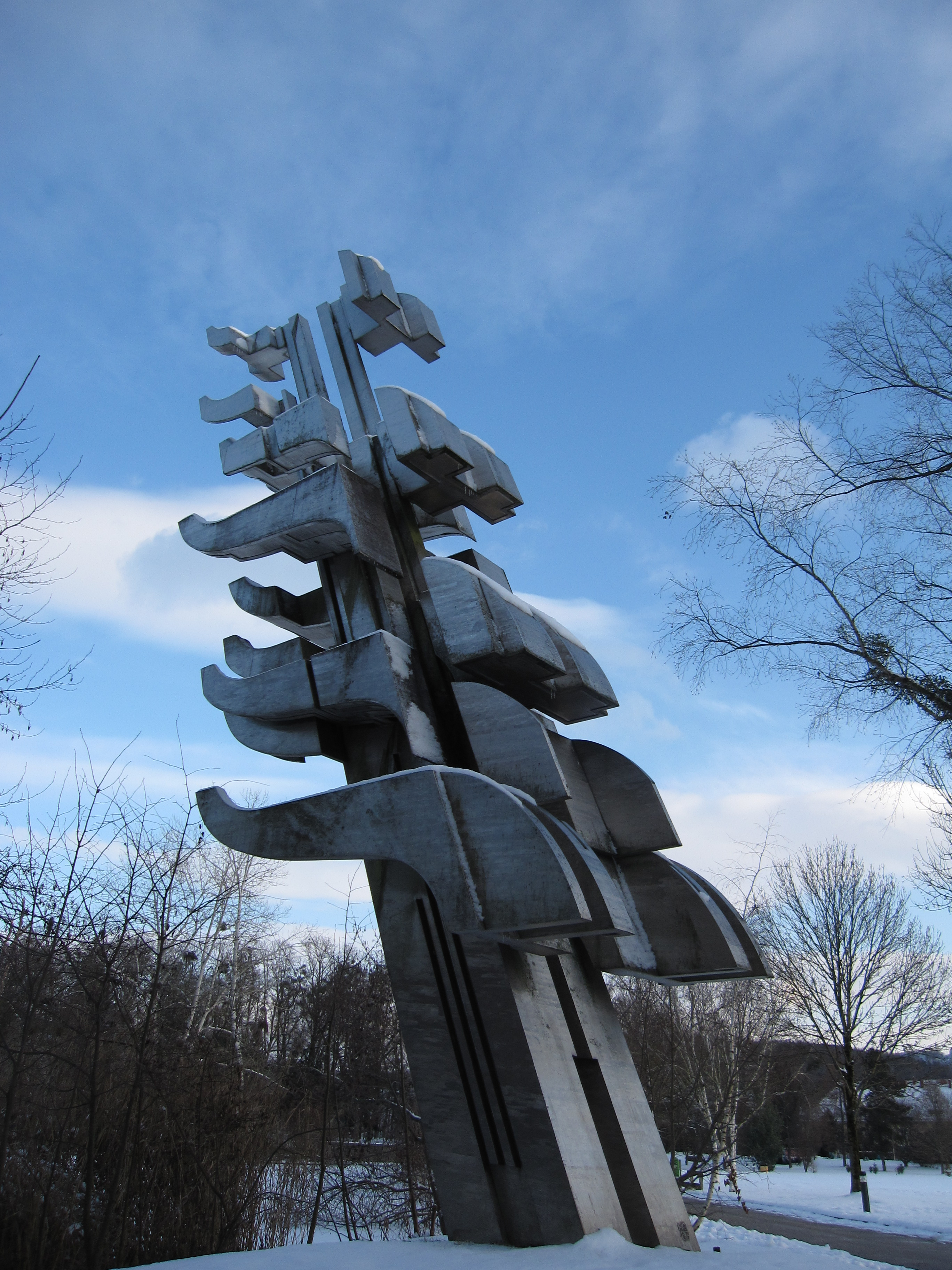
Spirit of Linz
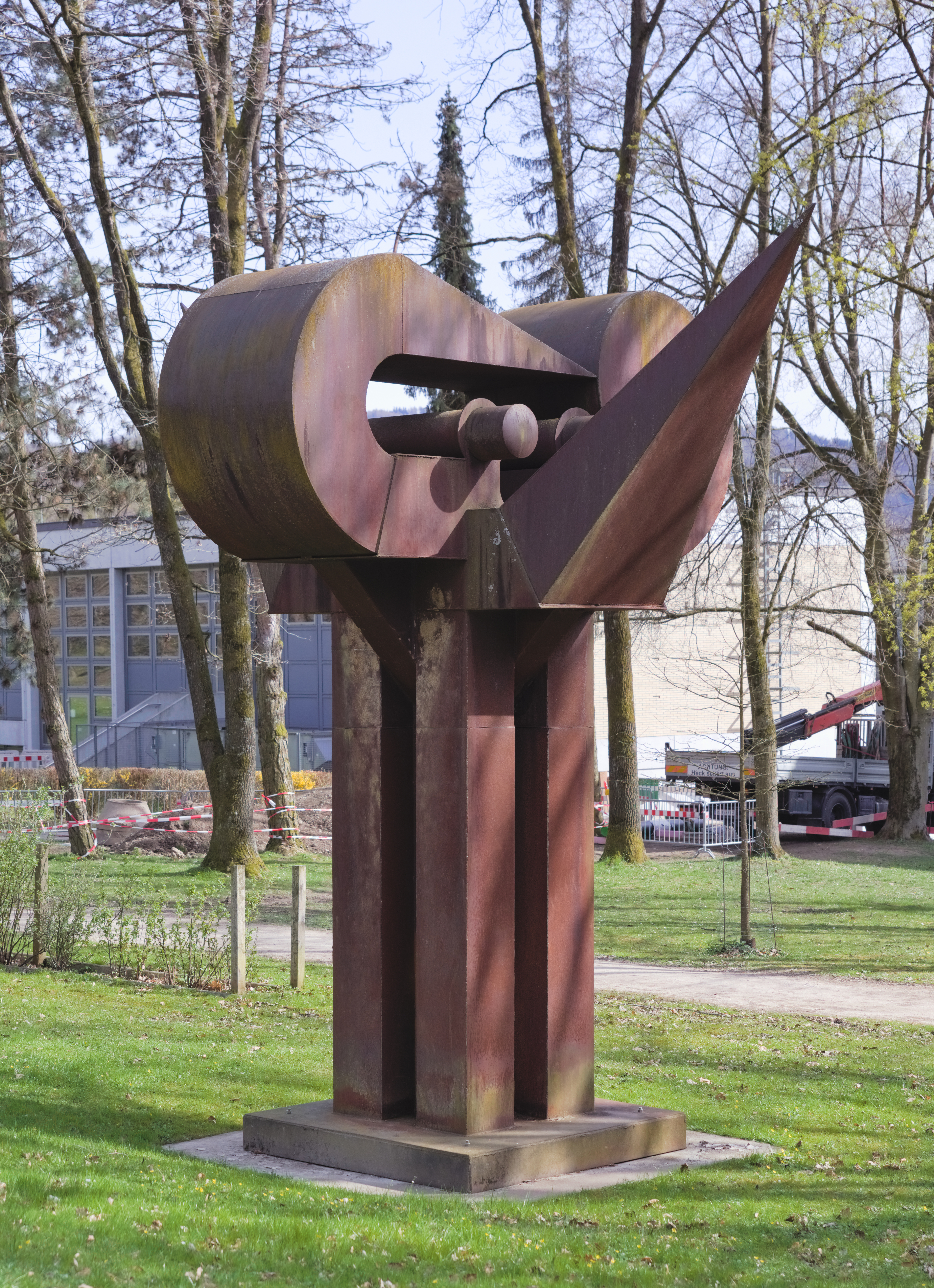
Metallobjekt Gigant von Makoto Miura
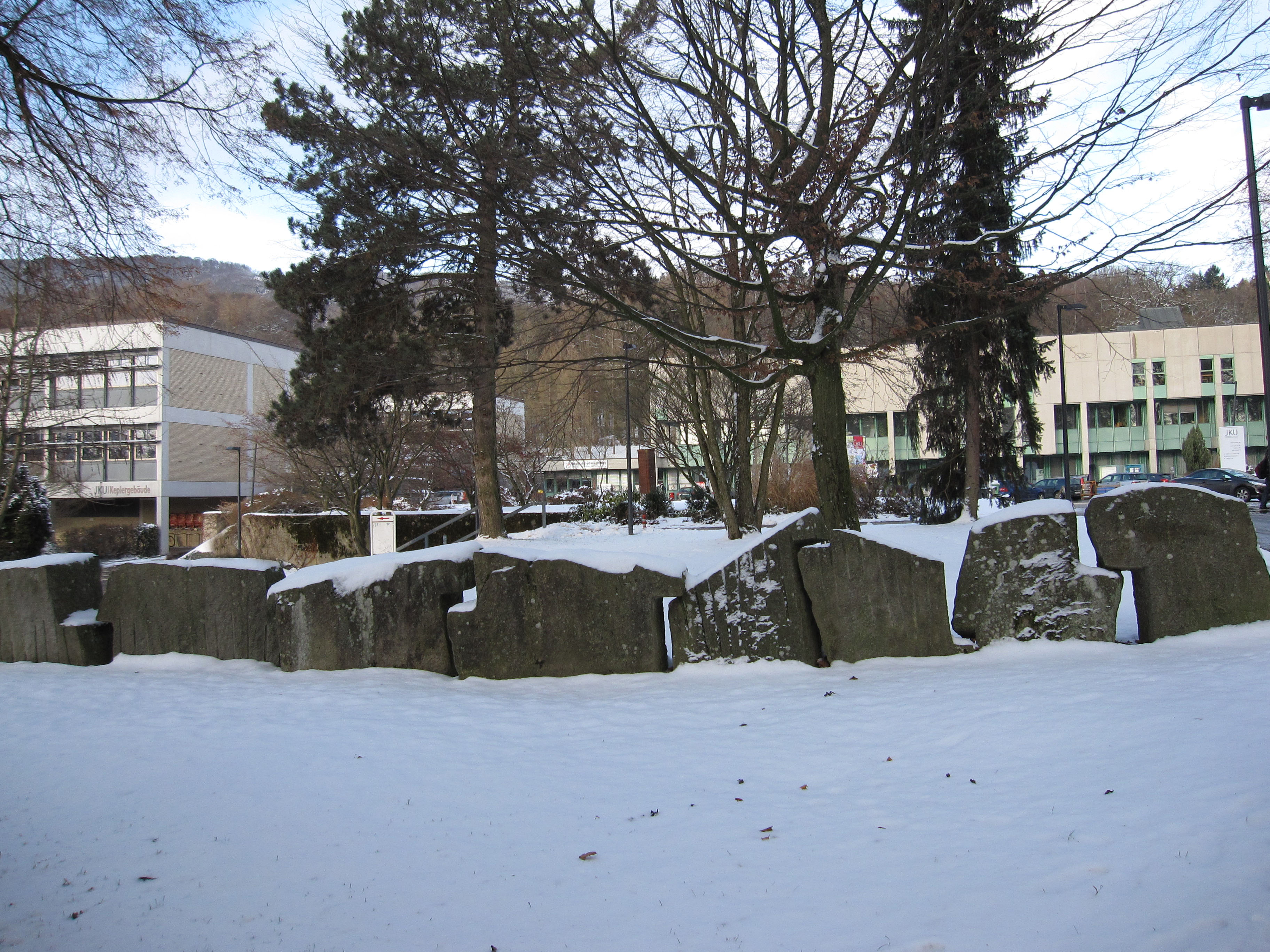
Stein-Skulptur
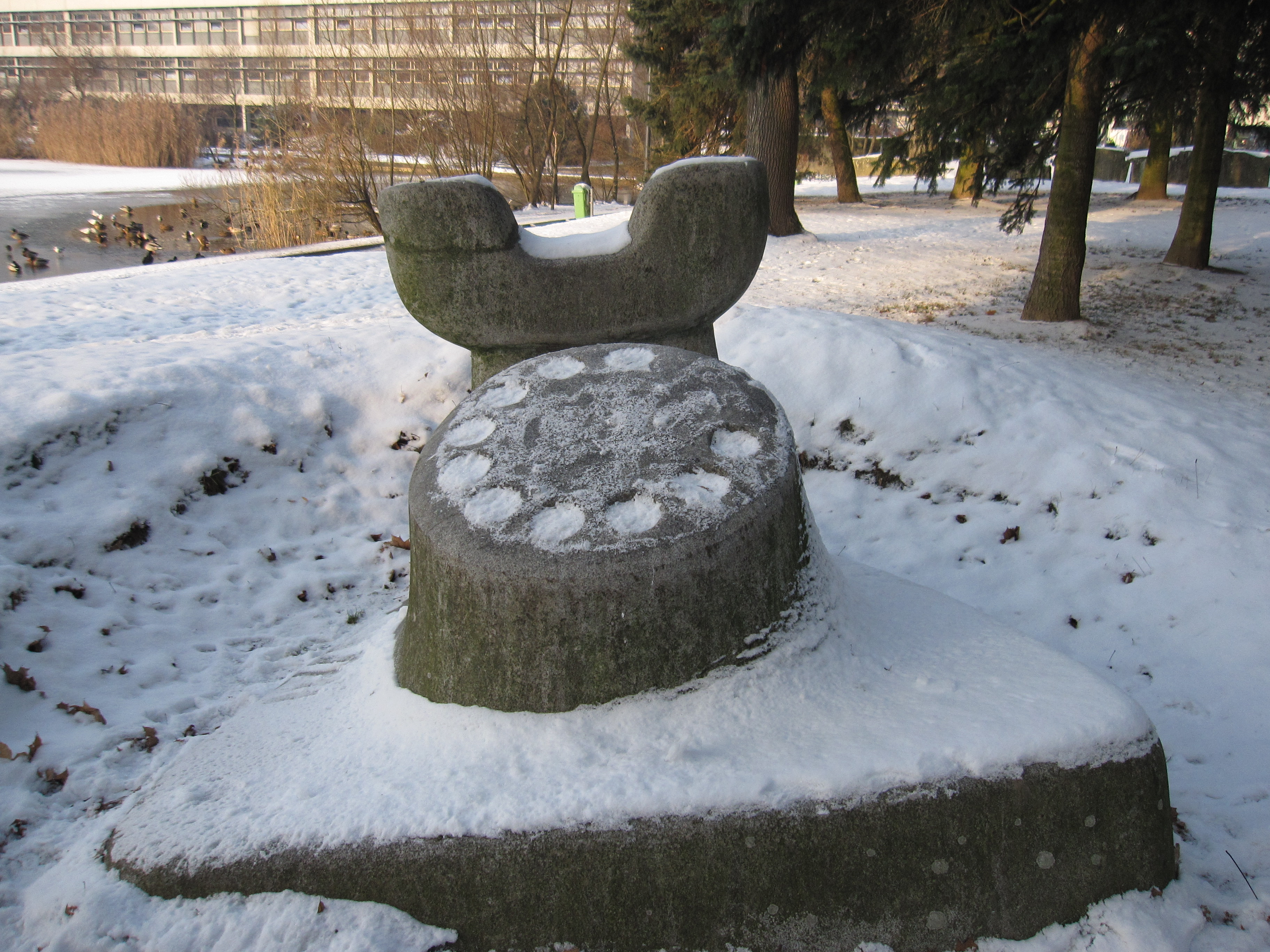
Telefon

## Brauerei Auhof
Über mehrere Jahrhunderte gehörte zum Auhof auch eine Brauerei.
In den Jahren von 1628 bis 1639, als das adelige Landgut im Besitz der Grundemanns war, ergab eine Brau 32 Eimer. Der jährliche Reinertrag wurde von 400 bis 3000 Gulden geschätzt. Das Brauhaus hatte zu dieser Zeit einen Wert von 800 Gulden und der Brauhausnutzen einen von 3000 Gulden.
Im Jahr 1795 braute das Landgut Auhof 7.305 Eimer Bier, die größte Menge davon kaufte Linz.
Im Jahr 1900 wurde das Brauereigebäude abgerissen.

## Brunnen

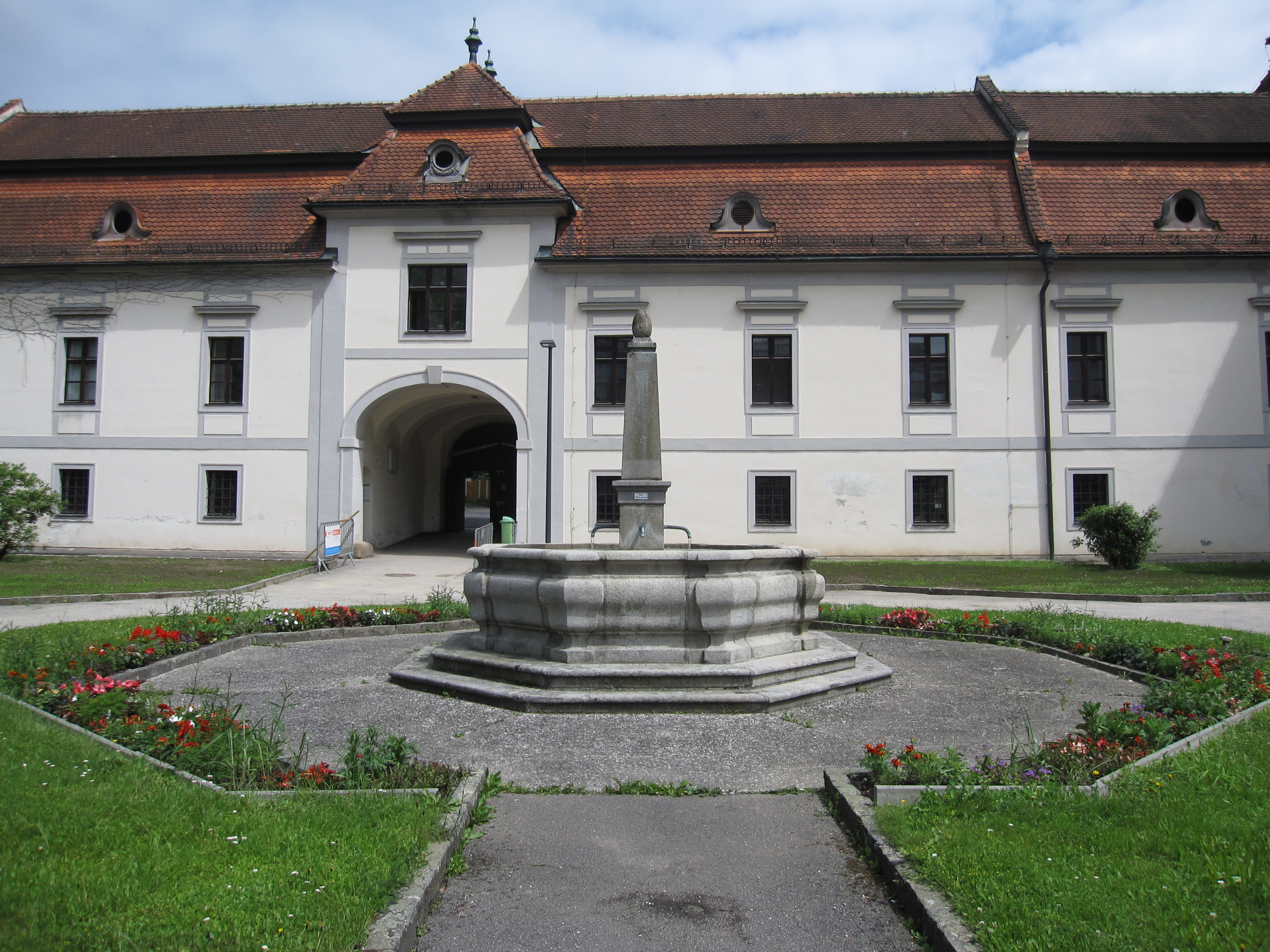
Schloss Auhof Brunnen

Der Brunnen des Schlosses wird bereits 1628 erwähnt. Um diese Zeit war er von einem Brunnenhaus umgeben, welches eine mit Holz und Schindel gedeckte Kuppel aufwies und acht Fenster mit versperrbaren Gittern hatte. Die Errichtungskosten des Brunnens betrugen über 500 Gulden. Das Wasser kommt aus einer Entfernung von 40 Klafter und wird durch Röhren in der Erde und im Gewölbe zugeleitet. Das Brunnenwasser wurde für das Brauhaus, den Meierhof und anderweitig verwendet.
Das achteckige, barocke Brunnenbecken aus Stein ist von zwei Steinstufen umgeben. Der Obeliskaufsatz in der Mitte des Beckens stammt aus dem 19. Jahrhundert. Der Brunnen ist bis heute in sehr gutem Zustand und frei zugänglich.

## Schlosskapelle

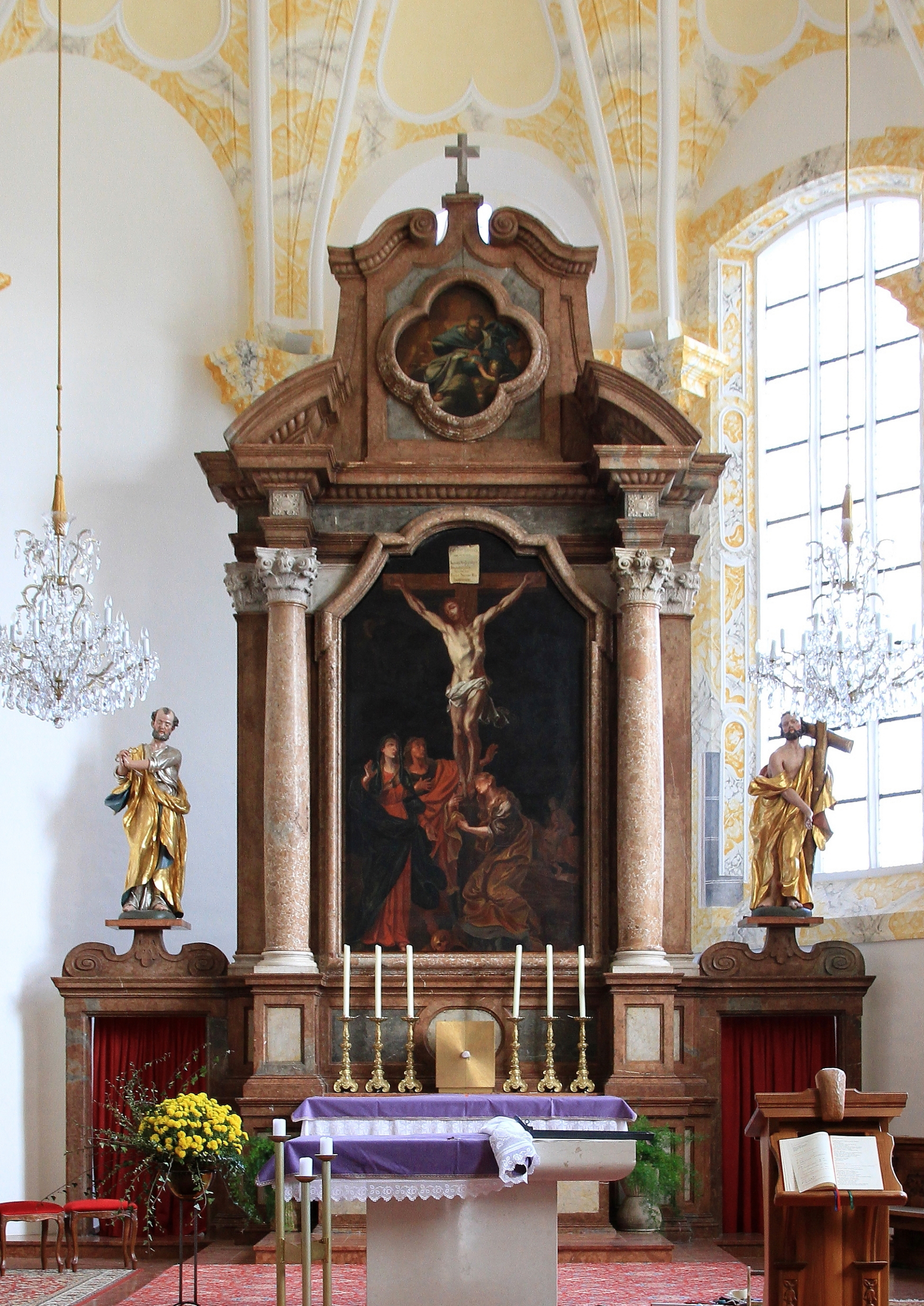
Ehemaliger Hochaltar der Schlosskapelle, 1969 in die Filialkirche Oberthalheim übertragen

Die barocke Kapelle war direkt an das Schloss Auhof angebaut. Im Zuge der Sanierung und des Umbaus des Schlosses für die Universität wurde die barocke Schlosskapelle mit Steinsäulen im Jahr 1965 abgerissen. Der Hochaltar wurde 1969 in der Filialkirche Oberthalheim aufgestellt. Dieser Marmoraltar mit blockförmigem Altartisch stammt wahrscheinlich aus dem Jahr 1738. Das Hochaltarbild stammt aus dem Ende des 17. Jahrhunderts von Johann Carl von Reslfeld und stellt die Kreuzigung Christi dar. Im Zweiten Weltkrieg wurde das Bild aus dem Altar gerissen. Hierauf übergab es Graf Starhemberg dem Stadtmuseum Linz; in dessen Auftrag wurde es von Theodor Bohdanowicz restauriert und mit einem Motivdetail (Mantel der Magdalena) ergänzt. Das Oberbild Gott-Vater mit Weltenkugel und Zepter im Vierpassrahmen stammt wahrscheinlich vom Ende des 17. Jahrhunderts. Der Maler ist nicht bekannt.

## Sage
Eine Sage in Form eines Halslöserrätsels beschreibt einen Besuch Kaiser Joseph II. auf Schloss Auhof. Er las oberhalb der Sonnenuhr die dort angebrachten Worte:

„Mach es wie die Sonnenuhr, zähl die heit’ren Stunden nur!“

Diese Worte stimmten den Kaiser nachdenklich und er meinte, dass er im Leben sehr viele trübe Stunden zu zählen hätte. Ihm gefiel dennoch diese positive Einstellung und er ersuchte darum, dass ihm Antworten auf drei Fragen gegeben werden sollten:

„Wie tief ist das Meer?

Wie hoch ist der Himmel?

Was denke ich mir eben?“

Die Leute um Schloss Auhof überlegten und der Kaplan des Schlosses wurde zu Rate gezogen. In seinen Gedanken versunken sah dieser dem Schweinehirten bei seiner Arbeit zu und stellte ihm die aufgegebenen Fragen des Kaisers. Dieser wusste Antworten, bat um die Kutte des Kaplans und wartete auf den neuerlichen Besuch des Kaisers. Bei dessen erneutem Stellen der Fragen, antwortete der Schweinehirt, als Kaplan verkleidet:

„Das Meer ist gerade einen Steinwurf tief,

der Himmel ist nur eine Tagereise hoch, denn es ist nur ein Himmelfahrtstag;

Ihr denkt, der Kaplan stehe vor Euch, es ist aber nur der Schweinehirt!“

Dies gefiel dem Kaiser und er verhalf dem Schweinehirten zu Ansehen und Ruhm.